# Alfonso Rus Terol
Alfonso Rus Terol (Xàtiva, 1950) és un empresari i polític valencià, alcalde de Xàtiva (la Costera) des de 1995 fins al 2015 i president de la Diputació de València des de 2007 fins a 2015.

## Biografia
De família de comerciants, Alfonso Rus va simultaniejar la seua activitat empresarial amb la política des de principis dels 80. De primeres va començar amb Alianza Popular i el CDS, va fundar l'agrupació independent AIXATIVA, però no va ser fins al 1995 amb el Partit Popular de la Comunitat Valenciana que va aconseguir arribar a l'alcaldia de Xàtiva. Ja en aquest càrrec, va aconseguir renom per la seua invitació a la Casa Reial perquè el Príncep Felip acudira a Xàtiva a demanar disculpes per l'incendi de la ciutat pel seu avantpassat Felip V. A canvi, Alfonso Rus oferia adreçar el quadre de Felip V que penja cap per avall al museu municipal de la ciutat.
Durant la seua segona legislatura (1999-2003), va aconseguir organitzar un certamen de Miss Espanya que suscità una forta polèmica a la ciutat. La seua 3a legislatura (2003-2007) es va caracteritzar per una forta aposta pel creixement urbanístic, de la mà sobretot de l'empresa Llanera S.A. que va sorgir inicialment a una localitat veïna. Una obra destacada d'aquesta empresa ha estat la remodelació de la Plaça de Bous de Xàtiva.
Durant aquest temps, Rus ha estat en diverses ocasions president de C.E. Olímpic de Xàtiva. Amb aquest càrrec, el 27 d'octubre de 2013 es va negar a fer un minut de silenci en memòria de Nil Marín, porter del Girona CF que es va morir en un accident de trànsit.Ha estat també president de la Diputació de València, president de la Mancomunitat La Costera-Canal, president del Consorci de les Comarques Centrals del País Valencià i president provincial del PP.
Ha estat protagonista de nombroses polèmiques arran dels seus comentaris o actuacions, com ara el fet de no retirar els honors de batlle perpetu, fill honorífic i fill predilecte de Xàtiva al dictador Francisco Franco. També vinculà amb la màfia russa a l'alcalde del PP de Torrevella Pedro Hernández Mateo. Durant tot el temps que va ser alcalde l'artista local Feliu Ventura no va poder actuar al seu municipi.

## Corrupció
El 24 d'abril de 2015, es va fer pública l'existència de gravacions de conversacions que posarien en evidència la implicació d'Alfons Rus en una trama de corrupció mitjançant la qual hauria cobrat comissions il·legals, la trama Imelsa. El 26 de gener de 2016 fou detingut, conjuntament amb altres 23 persones, la majoria del PP, relacionades amb aquesta trama de corrupció que implicaria diferents institucions i municipis valencians. En maig de 2019 fou citat a declarar pel Jutjat d'Instrucció Nº9 de València per falsedat documental, prevaricació i malversació de cabals públics en el cas de l'enllumenat de Llutxent.
El 17 de novembre de 2023 va ser condemnat a cinc anys de presó pel cas dels treballadors zombis d'Imelsa i Ciegsa.